# Jelcz M125M
Jelcz M125M Dana (с 2001 года Vecto) — польский низкопольный автобус большой вместимости, выпускавшийся компанией Jelcz в 1998—2006 годах.

## История
Производство автобуса Jelcz M125M началось в 1998 году. Это был первый полностью низкопольный автобус, произведённый в Польше.
Модель оснащалась дизельным двигателем внутреннего сгорания MAN D0826 LUH12 мощностью 220 л. с. Ведущий мост — задний ZF AV-132, управляемый — передний Jelcz 65N.
В 2001 году автобус прошёл модернизацию. Автобус оснащался дизельным двигателем внутреннего сгорания MAN D0836 LUH02 эко-стандарта Евро-3, высота лобового стекла была уменьшена для электронного маршрутного табло, на всех осях применены тормозные системы. Топливный бак расположен возле правых колёсных арок.
В 2003—2006 годах производилась также газомоторная модификация Jelcz M125M/4 CNG. Также существовал сочленённый автобус Jelcz M185M.
Производство завершилось в октябре 2008 года.